# Asahi Group Oyamazaki Villa Museum of Art
L'Asahi Group Oyamazaki Villa Museum of Art (アサヒグループ大山崎山荘美術館, Asahi gurūpu Ōyamazaki sansō bijutsukan) est un musée d'art situé dans le bourg d'Ōyamazaki, dans la préfecture de Kyoto au Japon.

## Histoire
Le musée a ouvert ses portes au public en avril 1996.

## Description
Le musée est installé dans une villa de style anglais construite entre 1912 et 1932 par Shotaro Kaga, un riche homme d'affaires de la région du Kansai. Laissée à l'abandon et menacée de démolition, la villa est rachetée par le groupe Asahi Breweries qui la restaure et la transforme en musée. Une annexe souterraine est conçue par l'architecte Tadao Andō.
Le musée expose principalement des œuvres de Kanjirō Kawai, Shoji Hamada et Bernard Leach liées au mouvement Mingei (poteries, céramiques), ainsi que des œuvres occidentales dont 5 tableaux de Claude Monet. Le musée possède une collection d'environ 1000 objets.

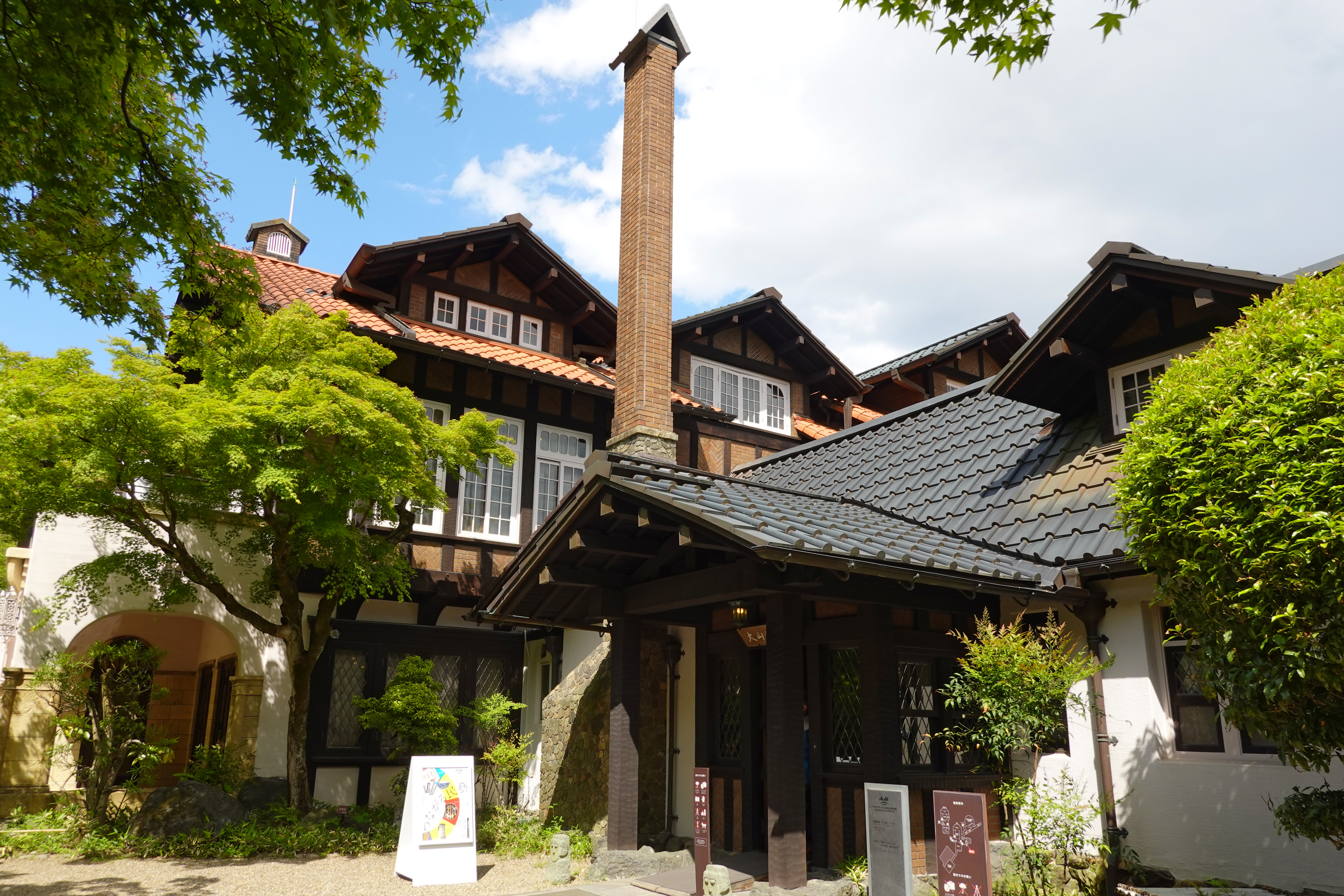
Extérieur de la villa.
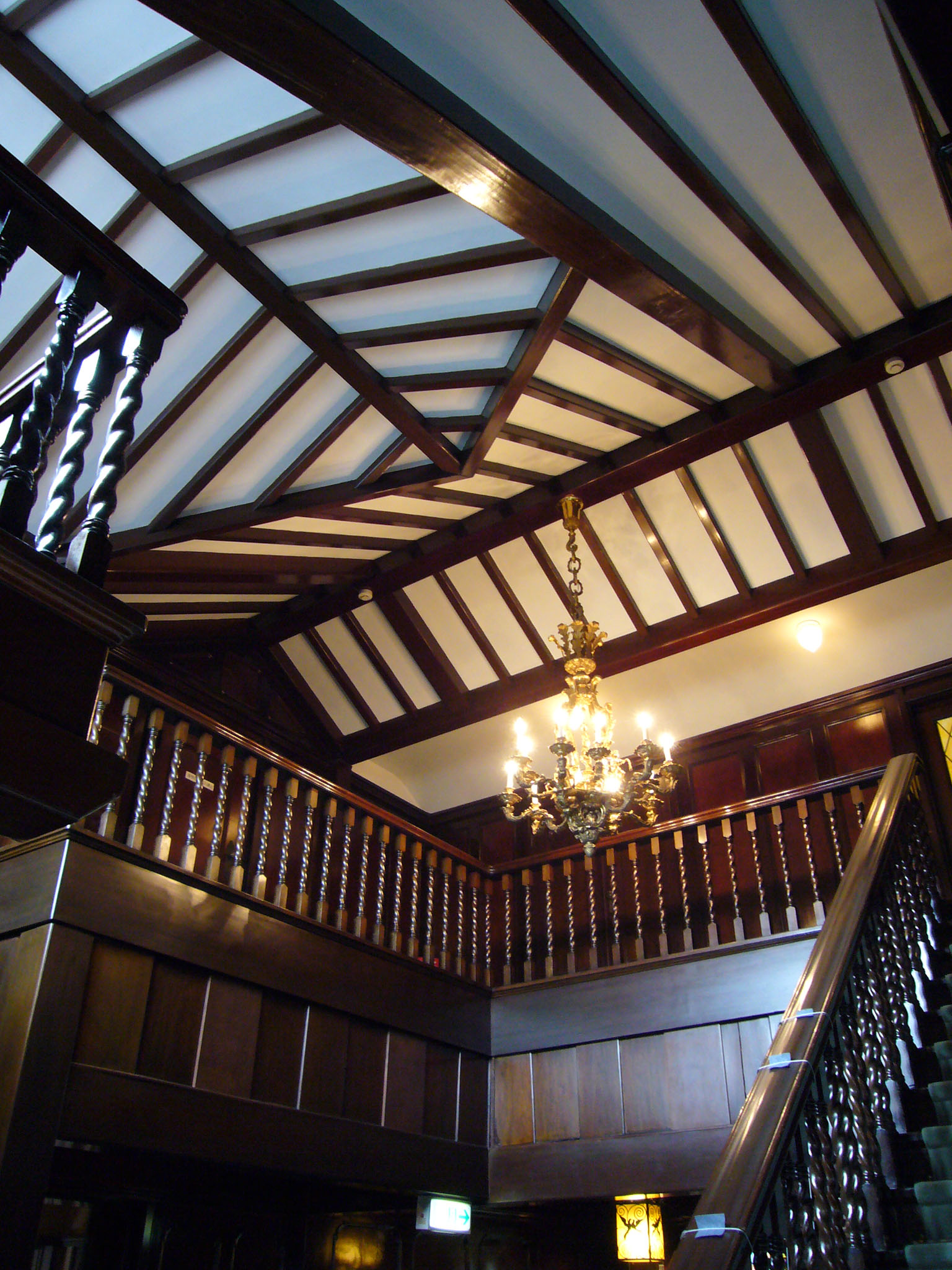
Intérieur de la villa.
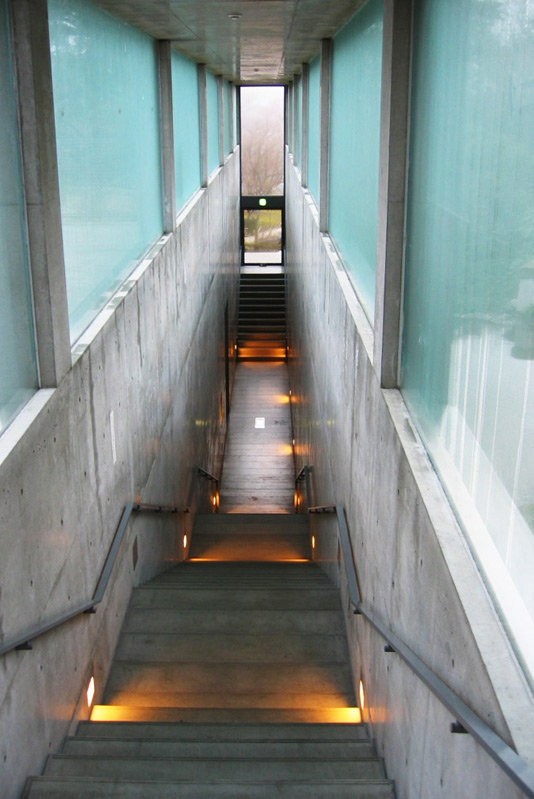
Passage vers l'annexe souterraine.